# 中山公主 (段宝鼎之妻)
中山公主（?—?），为南北朝北齐公主。
中山长公主嫁给了段韶的孙子、段懿的儿子段宝鼎。段宝鼎的父亲段懿尚颍川长公主，叔叔段深尚永昌公主、东安公主。段宝鼎在齐后主武平末年，为仪同三司。隋文帝开皇年间，为开府仪同三司、骠骑大将军，隋炀帝大业初年，卒于饶州刺史。